# Гаммаре (комуна)
Комуна Гаммаре (швед. Hammarö kommun) — адміністративно-територіальна одиниця місцевого самоврядування, що розташована в лені Вермланд у центральній Швеції.
Гаммаре 190-а за величиною території комуна Швеції. Адміністративний центр комуни — місто Скоґгалль.

## Населення
Населення становить 15 025 чоловік (станом на вересень 2012 року). 
| Кількість населення комуни Гаммаре за 1970-2010 роки | Кількість населення комуни Гаммаре за 1970-2010 роки | Кількість населення комуни Гаммаре за 1970-2010 роки | Кількість населення комуни Гаммаре за 1970-2010 роки | Кількість населення комуни Гаммаре за 1970-2010 роки |
| ---------------------------------------------------- | ---------------------------------------------------- | ---------------------------------------------------- | ---------------------------------------------------- | ---------------------------------------------------- |
| Рік                                                  |                                                      |                                                      | Населення                                            |                                                      |
| 1970                                                 | 1970                                                 |                                                      | 10 693                                               | 10 693                                               |
| 1975                                                 | 1975                                                 |                                                      | 10 777                                               | 10 777                                               |
| 1980                                                 | 1980                                                 |                                                      | 12 129                                               | 12 129                                               |
| 1985                                                 | 1985                                                 |                                                      | 12 888                                               | 12 888                                               |
| 1990                                                 | 1990                                                 |                                                      | 13 468                                               | 13 468                                               |
| 1995                                                 | 1995                                                 |                                                      | 14 236                                               | 14 236                                               |
| 2000                                                 | 2000                                                 |                                                      | 14 162                                               | 14 162                                               |
| 2005                                                 | 2005                                                 |                                                      | 14 374                                               | 14 374                                               |
| 2010                                                 | 2010                                                 |                                                      | 14 926                                               | 14 926                                               |
| Джерело: SCB                                         |                                                      |                                                      |                                                      |                                                      |

## Населені пункти
Комуні підпорядковано 2 міські поселення (tätort) та низка сільських, більші з яких:
- Скоґгалль (Skoghall)
- Відеосен (Vidöåsen)
- Гаммар (Hammar)
- Левнес (Lövnäs)
- Такене (Takene)
- Гроберг (Gråberg)

## Міста побратими
Комуна підтримує побратимські контакти з такими муніципалітетами:
- Комуна Енебакк, Норвегія
- Пель, Німеччина

## Галерея

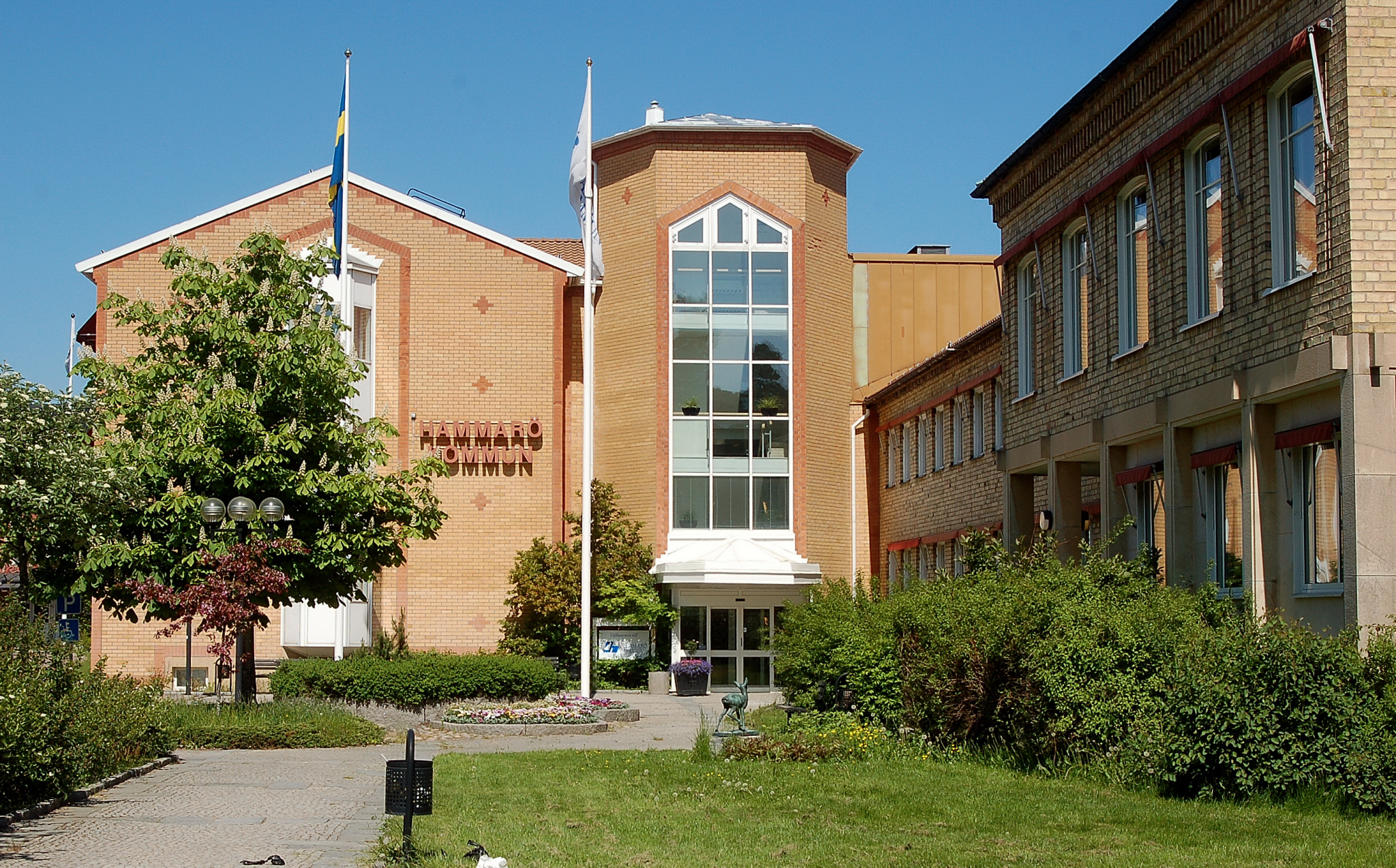
Управа комуни (Скоґгалль)
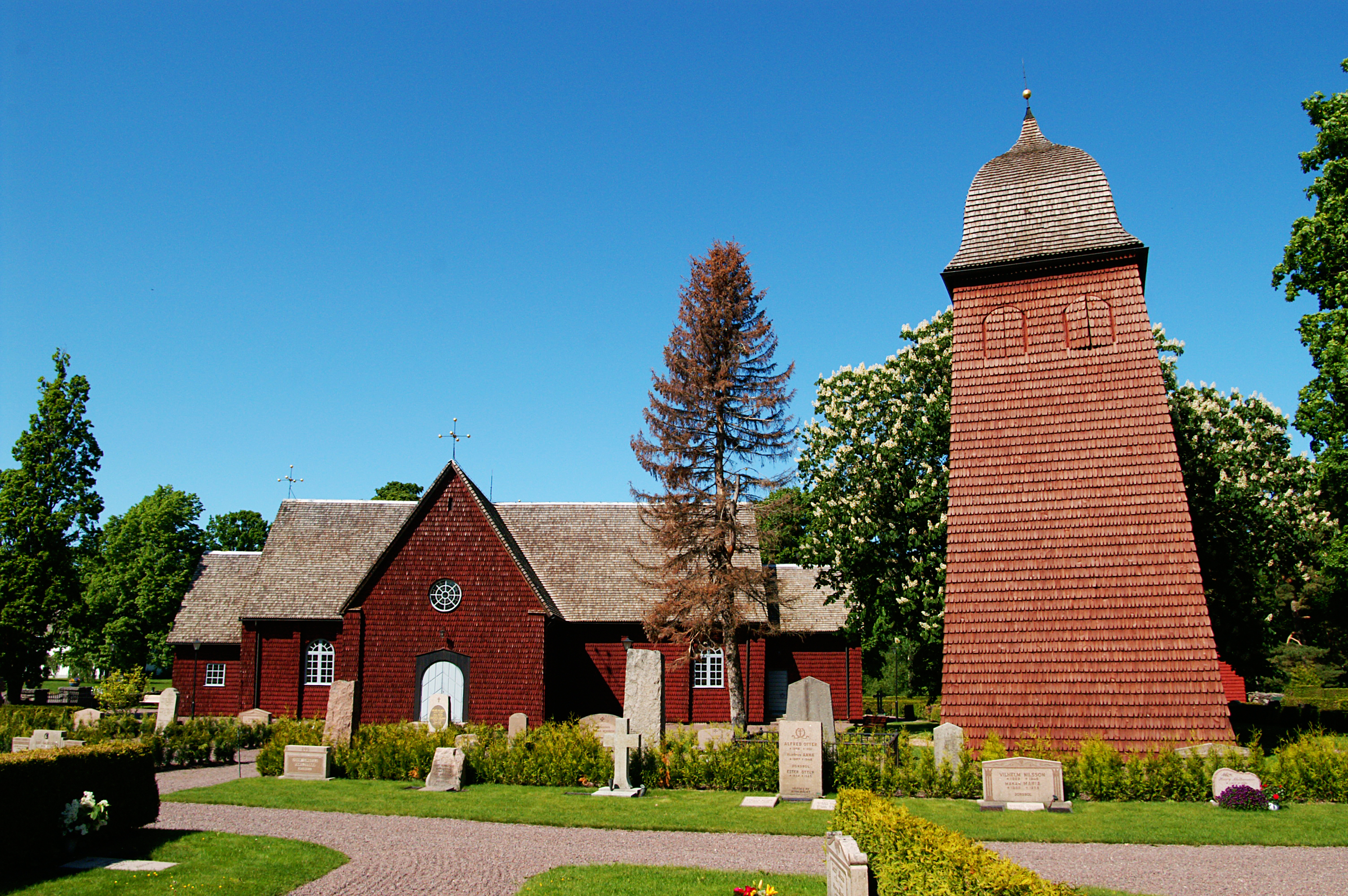
Церква (Гаммаре)
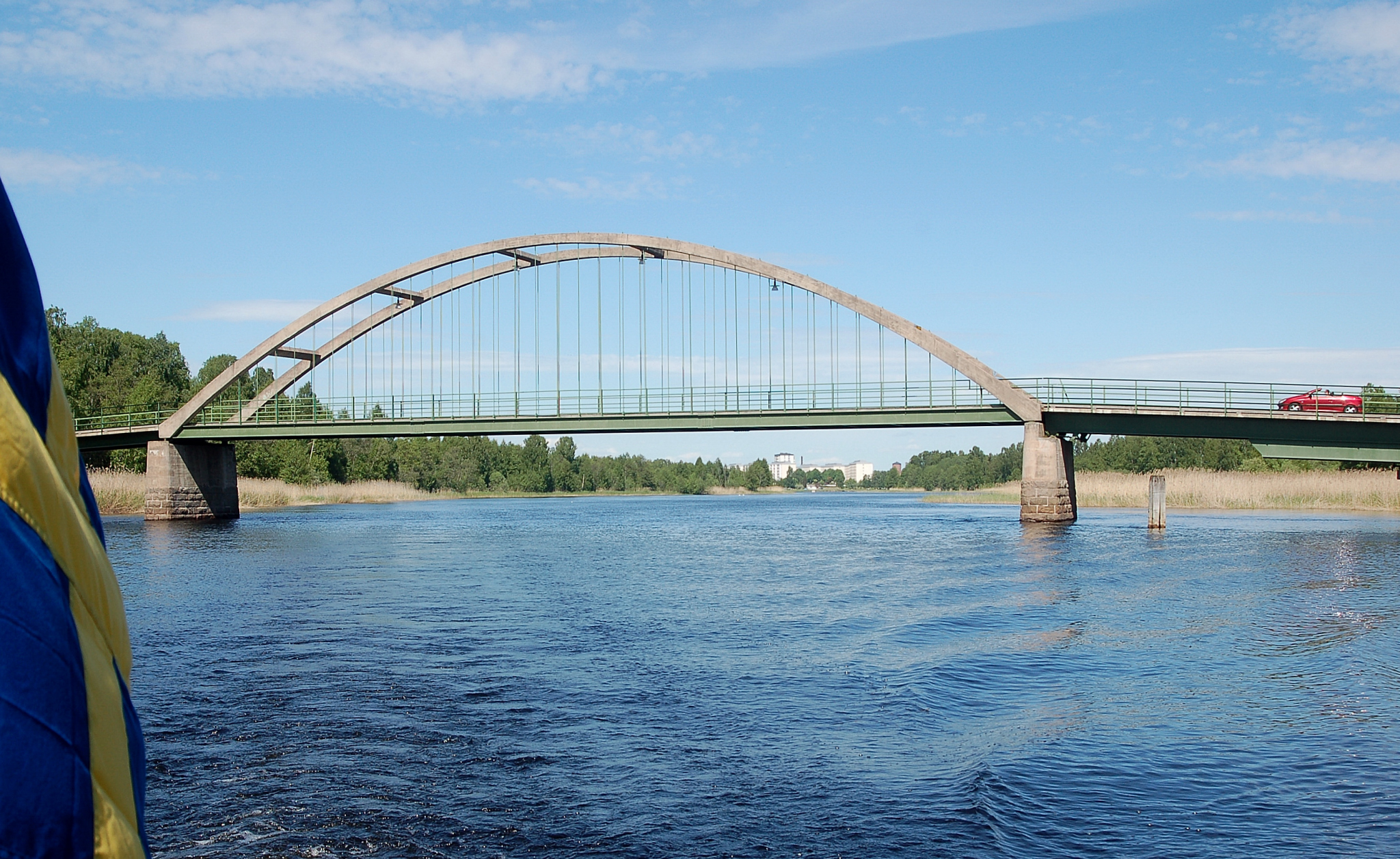
Міст Якубсбергсброн

## Виноски
1. ↑  Folkmangd i riket, lan och kommuner (шв.) . Центральне бюро статистики Швеції. Архів оригіналу за 20 серпня 2013. Процитовано 8 лютого 2013.